# 5월 17일
5월 17일은 그레고리력으로 137번째(윤년일 경우 138번째) 날에 해당한다.

## 사건
- 1814년 - 노르웨이의 헌법이 제정되다.
- 1951년 - 대한민국, 김성수가 제2대 부통령에 선출되다.
- 1980년 - 5·17 쿠데타: 신군부의 집권 시나리오에 따라 5월 17일 24시를 기해 비상계엄이 전국으로 확대되고 국회가 봉쇄되어 헌정 중단 사태가 발생하다.
- 1987년 - 미국 해군 프리깃함 스타크호 피격사건(영어판)이 발생하다.
- 1990년 - 세계 보건 기구가 질병 부문에서 동성애를 삭제했고, 이를 기념하여 동성애 혐오 반대의 날이 지정되다.
- 1991년 - 눔바니의 왕 세그저그피르가 동성애 혐오 반대의 날을 기념하여 전국적으로 퀴어축제를 개최하다.
- 1995년
  - 프랑스, 자크 시라크가 대통령으로 취임하다.
  - 티베트 불교에서 제14대 달라이 라마가 게둔 초에키 니마를 제11대 판첸 라마로 지명하다.
- 2003년 - 프랑스 도빌에서 G8 재무장관 회의가 개최되다.
- 2004년
  - 미국 매사추세츠 주가 미국에서 처음으로 동성 결혼을 합법화하다.
  - 말리의 수도 바마코에서 열린 CEN-SAD(영어판) 회의에서 코트디부아르, 가나, 기니비사우, 라이베리아의 4개국이 새로 가입하다.
- 2006년 - 이탈리아, 실비오 베를루스코니가 78번째 총리직에서 물러났다.
- 2007년 - 남·북한간 합의 하에 남북 열차 시험운행이 이루어지다.
- 2014년 - 라오스의 수도 비엔티안발 안토노프 An-74 공군기가 라오스 시앙쾅주 북동부 지역에서 추락하다.
- 2015년 - 미국 하와이주에서 훈련 중이던 미국 해병대의 수직이착륙 수송기 MV22 오스프리가 착륙에 실패, 20여 명의 사상자가 발생하다.
- 2024년 - 대한민국, 국가유산청이 설립되다.

## 문화
- 2025년 - 한국프로농구 KBL 챔피언결정전 7차전에서 창원 LG 세이커스가 서울 SK 나이츠를 62대 58로 꺾고 시리즈 전적 4승 3패로 1997년 창단 이후 28년만에 통산 1번째 우승을 달성하였다.

## 탄생
- 1749년 - 영국의 의사 에드워드 제너. (~1823년)
- 1768년 - 영국의 육군 장교 제1대 앵글시 후작 헨리 파제트. (~1854년)
- 1860년 - 미국의 발명가 쉴러 휠러. (~1923년)
- 1866년 - 프랑스의 작곡가, 피아니스트 에릭 사티. (~1925년)
- 1897년 - 노르웨이의 물리화학자 오드 하셀. (~1981년)
- 1914년 - 대한민국의 아동문학가 김영일. (~1984년)
- 1936년 - 미국의 영화감독, 배우 데니스 호퍼. (~2010년)
- 1947년 - 북한의 배우 정선화.
- 1949년 - 대한민국의 전 배구 선수 진준택.
- 1952년 - 아르헨티나의 전 축구 선수, 현 축구 감독 호르헤 올긴.
- 1953년
  - 일본의 배우 시마다 요코. (~2022년)
  - 카자흐스탄의 대통령 카심조마르트 토카예프.
- 1955년 -  미국의 배우, 영화 감독 빌 팩스턴. (~2017년)
- 1956년
  - 미국의 권투 선수 슈거 레이 레너드
  - 미국의 희극 배우 밥 서겟. (~2022년)
- 1958년
  - 대한민국의 가수 김창익. (~2008년)
  - 잉글랜드의 싱어송라이터 폴 디애노. (~2024년)
- 1959년
  - 대한민국의 정치인, 제7대 경상북도의원 김석호.
  - 일본의 전 야구 선수 이케다 지카후사.
- 1961년 - 아일랜드의 음악가 에냐.
- 1962년 - 헝가리의 물리학자 크러우스 페렌츠.
- 1963년
  - 대한민국의 농구 선수 김영희. (~2023년)
  - 대한민국의 기업인 박정호.
  - 일본의 레슬링 선수 고바야시 다카시.
- 1964년 - 대한민국의 정치인 김현권.
- 1965년
  - 대한민국의 유도 선수 김재엽.
  - 미국의 싱어송라이터, 작곡가, 프로듀서 트렌트 레즈너.
- 1966년
  - 대한민국의 정치인 홍석준.
  - 이라크의 정치인 쿠사이 후세인. (~2003년)
- 1967년
  - 대한민국의 야구 해설가, 야구 선수 이병훈. (~2024년)
  - 대한민국의 핸드볼 선수 출신 행정관료 임미경.
  - 일본의 가수 미와 데쓰야 (스피츠).
- 1969년 - 일본의 대중음악가 이가라시 미쓰루 (Every Little Thing).
- 1970년
  - 대한민국의 성우 노계현.
  - 미국의 레슬링 선수, 지도자 맷 린들랜드.
  - 일본의 배우 사카이 마키.
  - 미국의 싱어송라이터 조던 나이트. (뉴 키즈 온 더 블록)
- 1971년 - 네덜란드의 왕비 네덜란드 왕비 막시마.
- 1973년
  - 대한민국의 배우 곽도원.
  - 대한민국의 배우 윤지숙.
  - 캐나다의 작곡가 스티브 바라캇.
  - 미국의 배우 사샤 알렉산더.
  - 미국의 배우 매슈 맥그로리. (~2005년)
- 1974년
  - 미국의 축구 선수 에디 루이스.
  - 대한민국의 배우 김세아.
- 1975년 - 대한민국의 배우 최지나.
- 1976년
  - 일본의 가수, 배우, 캐스터 이노하라 요시히코. (V6)
  - 케냐의 육상 선수 다니엘 코멘.
- 1977년 - 대한민국의 스피드스케이팅 선수 최형만.
- 1980년
  - 네덜란드의 종합격투기 선수 알리스타이르 오버레임.
  - 일본의 프로 야구 선수 기사누키 히로시.
- 1981년 - 대한민국의 가수 임정희.
- 1982년 - 대한민국의 희극인 이종호.
- 1983년 - 대한민국의 희극인 강유미.
- 1984년
  - 대한민국의 가수 에스진.
  - 대한민국의 축구 선수 최광희.
- 1985년
  - 대한민국의 야구 선수 윤희상.
  - 대한민국의 야구 선수 최대성.
  - 잉글랜드의 배우 소피 맥셰라.
- 1986년
  - 웨일스의 배우 에린 리처즈.
  - 브라질의 방송인 카를로스 고리토.
  - 잉글랜드의 축구 선수 조디 테일러.
- 1987년 - 인도의 배우 차르미 카우르.
- 1988년
  - 대한민국의 배드민턴 선수 손완호.
  - 스웨덴의 축구 선수 마르틴 올손.
  - 미국의 배우, 모델, 싱어송라이터 니키 리드.
- 1989년
  - 대한민국의 전(前) 가수 김성희.
  - 대한민국의 배우 오혜금.
  - 대한민국의 배우 김은혜.
  - 캐나다의 피겨 스케이팅 선수 테사 버추.
  - 대한민국의 안무가 메이제이 리.
  - 대한민국의 전 배우 김희준.
  - 대한민국의 뮤지컬 배우 김성식.
  - 대한민국의 가수 니다.
- 1990년
  - 대한민국의 전직 스타크래프트 프로게이머 김영진.
  - 대한민국의 배우 고나연.
- 1991년
  - 대한민국의 야구 선수 김창혁.
  - 대한민국의 바둑 기사 박지연.
  - 대한민국의 작가, 유튜버 김겨울.
  - 일본의 전 가수 코바야시 카나.
- 1992년
  - 대한민국의 전직 스타그래프트 프로게이머 윤찬희.
  - 대한민국의 기상캐스터 홍나실.
  - 이스라엘의 유도 선수 사기 무키.
- 1993년
  - 대한민국의 가수 세이.
  - 일본의 가수 이와모토 히카루.
- 1994년
  - 대한민국의 가수, 래퍼 에이체스.
  - 일본의 축구 선수 고구레 다이키.
- 1995년 - 대한민국의 배우 이명준.
- 1996년
  - 미국의 배우 라이언 오초아.
  - 독일의 유도 선수 아나마리아 바그너.
  - 대한민국의 가수 정승환.
- 1997년 - 조지아의 레슬링 선수 기비 마차라슈빌리.
- 1998년 - 일본의 전 아이돌 토모나가 미오.
- 1999년
  - 대한민국의 바둑 기사 이승준.
  - 중화인민공화국의 체조 선수 친하이양.
- 2000년 - 일본의 유튜버 토모.
- 2002년
  - 대한민국의 가수 아이리스.
  - 프랑스의 수영 선수 레옹 마르샹.
  - 중국의 배우, 가수 죠우커위.
- 2005년
  - 대한민국의 가수 겸 댄스 음악가 황민우.
  - 이란의 태권도 선수 모비나 네마차데.
- 2011년 - 대한민국의 트로트 가수 송도현.

## 사망
- 1394년 - 고려의 제34대 국왕 공양왕. (1345년~)
- 1510년 - 이탈리아의 화가 산드로 보티첼리. (1445년~)
- 1551년 - 조선 중기의 문인 신사임당. (1504년~)
- 1964년 - 핀란드 및 구 소련의 정치인 오토 쿠시넨. (1881년~)
- 1976년 - 대한민국의 독립운동가 김순애. (1889년~)
- 1986년 - 일본제국의 군인 기타노 마사지. (1894년~)
- 1998년 - 대한민국의 동성애자 인권 운동가 오세인. (1976년~)
- 2007년
  - 대한민국의 아동문학가, 작가 권정생. (1937년~)
  - 대한민국의 축구 선수 최추경. (1950년~)
- 2009년 - 대한민국의 독립운동가 선우진. (1922년~)
- 2011년 - 미국의 야구 선수 하먼 킬러브루. (1936년~)
- 2012년 - 미국의 가수 도나 섬머. (1948년~)
- 2012년 - 러시아의 가수 볼카노스키 세그핑르 (1824년~)
- 2013년 - 대한민국의 사회기관단체인 박영숙. (1932년~)
- 2016년 - 대한민국의 정치인 김재순. (1923년~)
- 2018년
  - 대한민국의 패션디자이너, 예술가 이영희. (1936년~)
  - 대한민국의 기업인 이승헌. (1949년~)
- 2020년
  - 대한민국의 슈퍼센티네리언 이화례. (?~)
  - 캐나다의 영화배우 모니크 메르퀴르. (1930년~)
  - 미국의 프로레슬링 선수, 배우 섀드 개스퍼드. (1981년~)
- 2022년
  - 대한민국의 군인, 정치인 정래혁. (1926년~)
  - 스페인의 축구 선수 프란시스코 로드리게스 가르시아. (1934년~)
  - 그리스의 작곡가 반젤리스. (1943년~)
- 2023년
  - 대한민국의 아나운서 이성민. (1966년~)
  - 대한민국의 해양학자 한상복. (1940년~)
- 2024년
  - 미국의 군인 버드 앤더슨. (1922년~)
  - 일본의 성우 우메즈 히데유키. (1955년~)
- 2025년
  - 영국의 영화배우 곤 그레인저. (1937년~)
  - 대한민국의 정치인 이재균. (1954년~)
  - 대한민국의 기업인 최석정. (1942년~)

## 기념일
- 부처님 오신 날 - 2013년, 2051년, 2070년, 2089년
- 국제 동성애 혐오 반대의 날
- 광복절, 제헌절:노르웨이
- 광복절: 콩고 민주 공화국
- 세계 정보사회의 날
- 갈리시아 문학의 날: 스페인 갈리시아 지방
- 해군의 날: 아르헨티나
- 세계 고혈압의 날(World Hypertension Day)

## 같이 보기
- 전날: 5월 16일 다음날: 5월 18일 - 전달: 4월 17일 다음달: 6월 17일
- 음력: 5월 17일
- 모두 보기